# Maybanke Anderson
Maybanke Susannah Anderson, também conhecida como Maybanke Wolstenholme (16 de fevereiro de 1845 – 15 de abril de 1927) foi uma reformista de Sydney e estava envolvida no sufrágio feminino e na federação.

## Vida pregressa
Anderson, nascida Selfe, nasceu em Kingston upon Thames, Reino Unido, próximo à cidade de Londres. Ela era irmã de Norman Selfe e prima de Eadward Muybridge, quem migrou para os Estados Unidos em 1850. Sua família migrou para a Austrália como colonos livres quando ela tinha nove anos de idade. Doze anos depois, em setembro de 1867, ela se casou com Edmund Kay Wolstenholme, um comerciante de madeira. O casal teve sete filhos entre 1868 e 1879, quatro deles morreram de problemas cardíacos antes de atingirem cinco anos de idade. Seu filho, Harry Wolstenholme, era um advogado e ornitólogo amador. Os Wolstenholmes construíram uma grande casa chamada 'Maybanke' em Marrickville. Os últimos anos do casamento foram infelizes; Edmund teve uma série de problemas nos negócios e tornou-se alcoólatra, abandonando a família em 1884. Maybanke teve que esperar a aprovação do Ato de Extensão e Emenda do Divórcio em 1892 antes que pudesse se divorciar de Edmund sob a alegação de "três anos de abandono". O divórcio foi finalizado em 1893. Após o divórcio, ela foi sustentada financeiramente por seu irmão, o renomado engenheiro Norman Selfe, com quem mais tarde faria campanha pela reforma educacional.
Em 1885, Maybanke abriu a Escola Maybanke, uma escola para meninas que ela administrava em sua casa, preparando as garotas para o exame de admissão da Universidade de Sydney. Ativa por 10 anos, a escola ficou mais tarde conhecida como Colégio Maybanke.

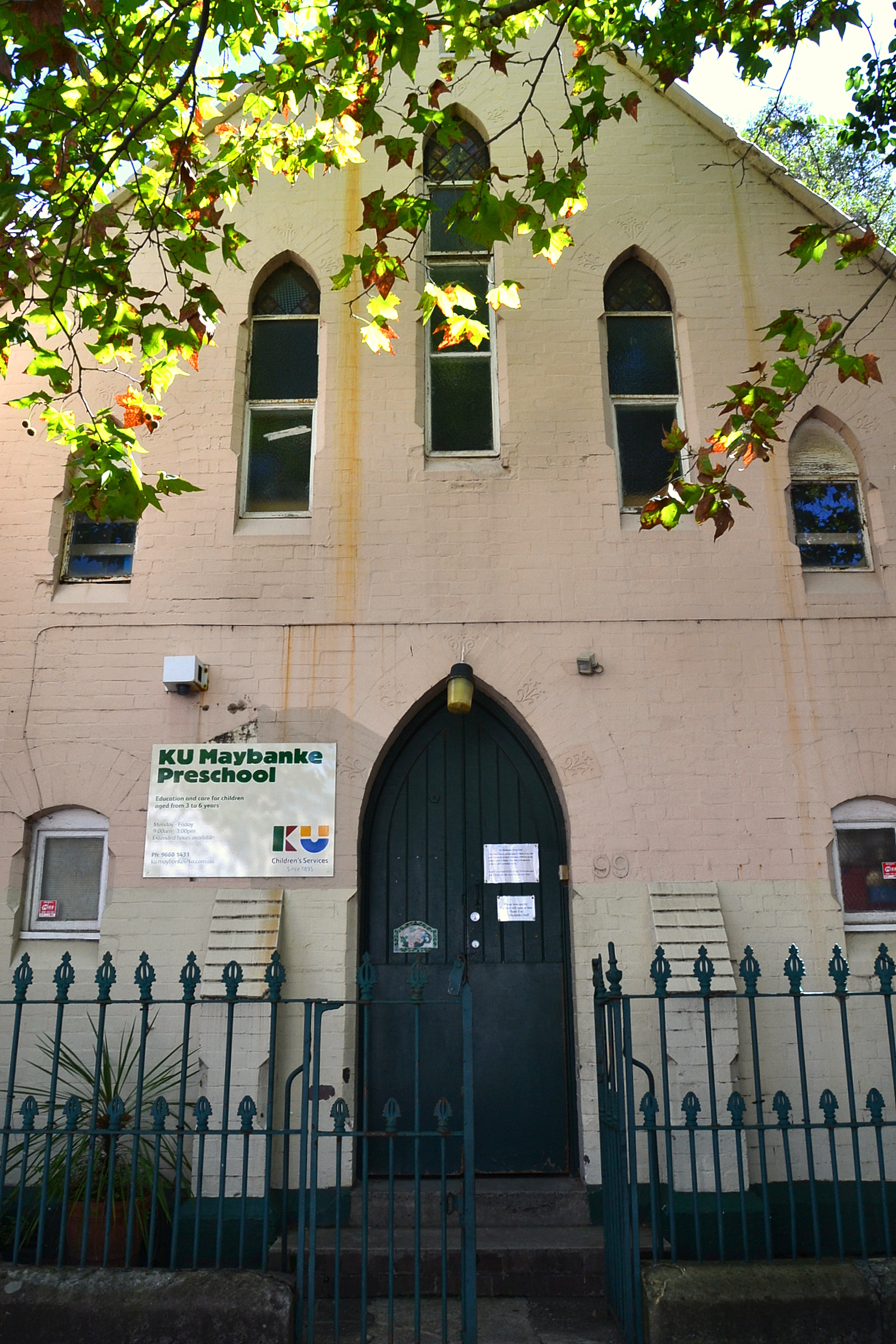
Jardim da Infância Maybanke, em Pyrmont, Nova Gales do Sul, em homenagem a Anderson

## Ativismo pelo sufrágio feminino
Após o divórcio, Maybanke passou a atuar na promoção dos direitos das mulheres e crianças. Ela se tornou ativa no movimento pelo sufrágio feminino; ela acreditava que o voto era "o cerne de todas as reformas". Ela foi vice-presidente da Sociedade de Literatura das Mulheres, fundada por sua amiga Rose Scott. Vários dos membros da sociedade viriam a formar a Liga do Sufrágio Feminino de Nova Gales do Sul (WSL) em 6 de maio de 1891. Em 1893 ela foi eleita para a presidência da WSL e fundou a União da Leitura Caseira da Australásia no mesmo ano. A União era um programa para promover a indução por meio da organização de pequenos grupos de leitura em áreas rurais.
Em 1894, ela começou a publicar o jornal quinzenal Woman's Voice. O jornal foi publicado por 18 meses, chamando a atenção das mulheres para o sufrágio feminino a nível nacional e internacional. Em 1895, ela estabeleceu o primeiro jardim de infância gratuito na Austrália, em Woolloomooloo, como presidente da União do Jardim da Infância, ajudando os filhos de mães trabalhadoras.
As tentativas da WSL de ter o sufrágio feminino implementado pelo governo de Nova Gales do Sul não foram bem sucedidas; entretanto, em 1897, Maybanke decidiu realizar uma petição à Convenção Federal de 1897 em Adelaide. Ela argumentou que isso faria com que o direito de voto das mulheres fossem inscrito na agenda federal. Assim, as mulheres da Austrália do Sul e do Oeste que já tinham o direito de voto não poderiam ter esse direito removido, e se houvesse sufrágio em nível federal, ele afetaria o nível estadual. Nessa época, ela também se envolveu com o movimento pró-federação. Maybanke renunciou à WSL em 1897. O sufrágio foi estendido às mulheres de Nova Gales do Sul em 1902.
Maybanke foi introduzida no Quadro de Honra das Mulheres de Vitória em 2001, em reconhecimento às suas realizações.

## Casamento e viagens
Em 1899, Maybanke casou-se com seu segundo marido, Sir Francis Anderson. Anderson foi o primeiro professor de filosofia da Universidade de Sydney. Eles viajaram e trabalharam juntos em projetos voluntários, incluindo campanhas incentivando mulheres a se tornarem representantes do governo local. Ela era ativa no Conselho Nacional de Mulheres de Nova Gales do Sul e colaborava com a Sociedade das Mulheres Universitárias. Maybanke morreu em St Germain-en-Laye, Paris, em 15 de abril de 1927.